# Gare de Dombasle-sur-Meurthe
La gare de Dombasle-sur-Meurthe est une gare ferroviaire française de la ligne de Noisy-le-Sec à Strasbourg-Ville (Paris - Strasbourg), située sur le territoire de la commune de Dombasle-sur-Meurthe, dans le département de Meurthe-et-Moselle, en région Grand Est.
C'est une halte voyageurs de la Société nationale des chemins de fer français (SNCF) desservie par des trains TER Grand Est.

## Situation ferroviaire
Établie à 210 mètres d'altitude, la gare de Dombasle-sur-Meurthe est située au point kilométrique (PK) 368,080 de la ligne de Noisy-le-Sec à Strasbourg-Ville, entre les gares de Varangéville - Saint-Nicolas et de Rosières-aux-Salines.

## Histoire

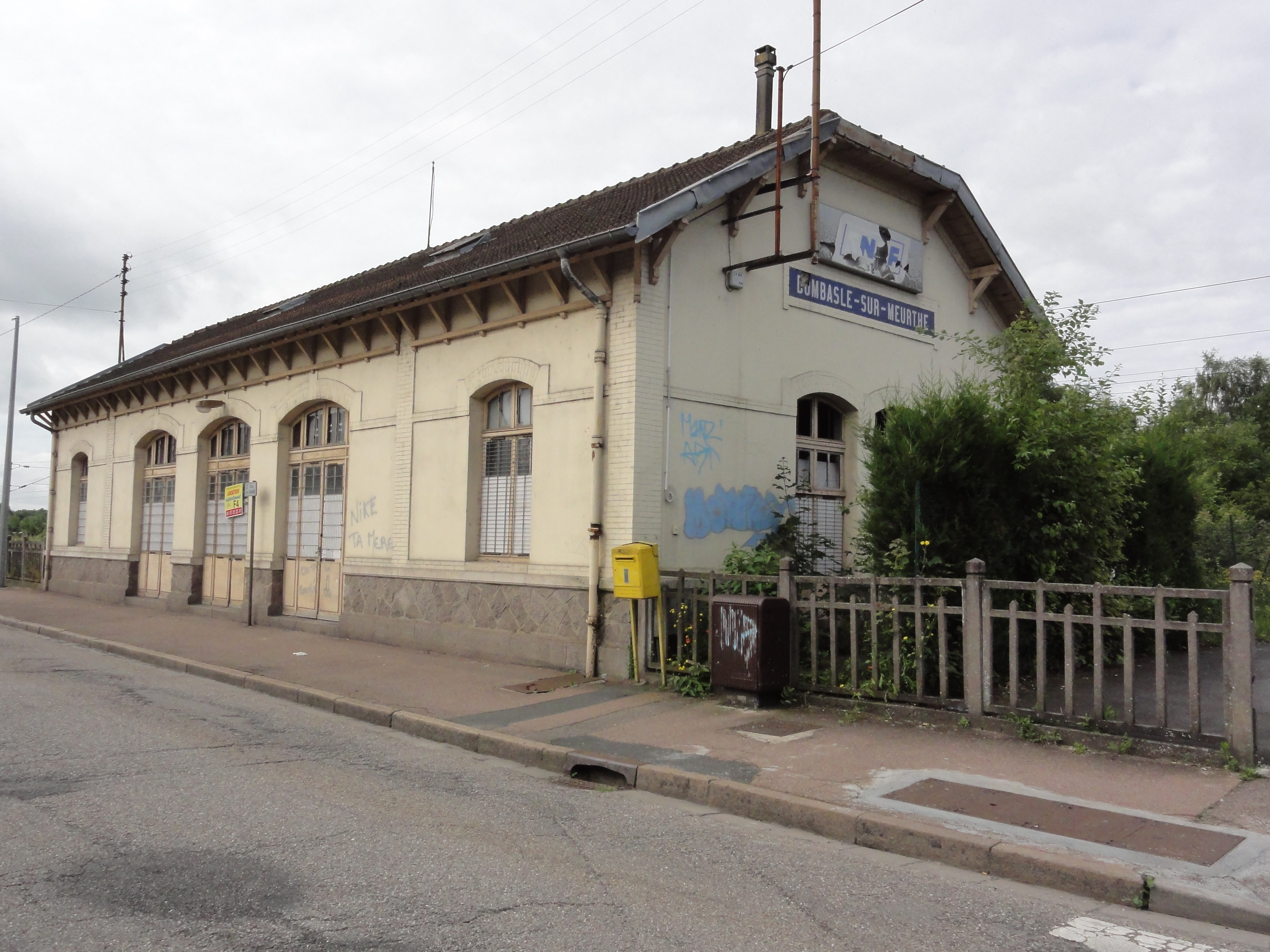
Le second bâtiment, côté rue.

La gare de Dombale-sur-Meurthe a d’abord été une simple halte. Le bâtiment voyageurs se trouvait de l'autre côté du passage à niveau, près de l'usine Solvay. Il s'agissait d'une maisonnette de garde-barrière fortement agrandie, à la fois en longueur (adjonction d'une aile de deux travées) mais aussi en profondeur (ajout de trois travées à la maison de garde-barrière), d'où une disposition en « L ». Ce bâtiment, mal situé et trop exigu fut remplacé par un nouveau bâtiment[Quand ?].
Le nouveau bâtiment, qui existe toujours, est conforme au nouveau style de la Compagnie de l'Est après 1903 et a probablement été construit avant 1914, les bâtiments d'après-guerre ayant des ouvertures plus petites et des décorations moins sophistiquées. Ce bâtiment comporte cinq travées, dont trois larges, sous toiture à demi-croupes ; il a la particularité de ne pas avoir d'aile haute servant de logement de fonction pour le chef de gare. Étant donné que les deux bâtiments ont cohabité pendant plusieurs années, le chef de gare était sans doute logé dans l'ancienne gare tandis que l'accueil des voyageurs et le traitement des colis se faisait dans le nouveau bâtiment.
Le bâtiment d'origine a depuis été démoli ; le second bâtiment existe toujours.
En 2015, une fresque de 250 m2 décorant la gare et son passage souterrain a été réalisée et inaugurée par la mairie et la SNCF.

## Fréquentation
De 2015 à 2024, selon les estimations de la SNCF, la fréquentation annuelle de la gare s'élève aux nombres indiqués dans le tableau ci-dessous.
| Année                      | 2015    | 2016    | 2017    | 2018    | 2019    | 2020    | 2021    | 2022    | 2023    | 2024    |
| -------------------------- | ------- | ------- | ------- | ------- | ------- | ------- | ------- | ------- | ------- | ------- |
| Voyageurs                  | 308 697 | 291 766 | 291 561 | 275 229 | 277 386 | 219 102 | 248 847 | 291 082 | 355 491 | 355 303 |
| Voyageurs et non voyageurs | 385 871 | 364 708 | 364 452 | 344 036 | 346 733 | 273 878 | 311 059 | 363 853 | 444 338 | 444 128 |

## Service des voyageurs

### Accueil
C'est un point d'arrêt non géré (PANG) à entrée libre, équipé de distributeurs de billets régionaux.
Un passage souterrain permet le passage d'un quai à l'autre.

### Desserte
Dombasle-sur-Meurthe est desservie par des trains TER Grand Est qui effectuent des missions entre les gares de Nancy-Ville et de Lunéville, ou de Saint-Dié, ou de Sarrebourg.

### Intermodalité
Un parking non aménagé est présent près de l'ancien bâtiment voyageurs. 